# Comté de la chaîne Yarra
Pour les articles homonymes, voir Yarra.
Le Comté de la chaîne Yarra (Shire of Yarra Ranges) est une zone d'administration locale dans la banlieue nord-est de Melbourne au Victoria en Australie.
Il résulte de la fusion en 1994, des comtés de Sherbrooke, Lillydale, Healesville et Upper Yarra.

## Conseillers
La ville est divisée en neuf secteurs qui élisent chacun un conseiller:
- Billanook
- Chandler
- Chirnside
- Lyster
- Melba
- O'Shannassy
- Ryrie
- Streeton
- Walling

## Quartiers
Il comprend les quartiers (suburbs) et villes (towns) de:
| Quartiers - Belgrave - Belgrave Heights - Belgrave Sud - Chirnside Park - Ferntree Gully Upper - Ferny Creek - Kilsyth - Lilydale - Montrose - Mooroolbark - Mount Evelyn - Selby - Sherbrooke - Tecoma - Tremont - Upwey | Chaine Dandenong - Kallista - Kalorama - Macclesfield - Menzies Creek - Monbulk - Mount Dandenong - Narre Warren Est - Olinda - Sassafras - Seville - Seville Est - Silvan - The Patch - Wandin Est - Wandin Nord | Ryrie - Badger Creek - Chum Creek - Coldstream - Dixons Creek - Gruyere - Healesville - Steels Creek - Tarrawarra - Yarra Glen - Yering | O'Shanassy - Don Valley - Hoddles Creek - Launching Place - Millgrove - Powelltown - Warburton - Warburton Est - Wesburn - Woori Yallock - Yarra Junction - Yellingbo |

## Événements
Les habitants de cette zone ont ressenti le tremblement de terre de magnitude 5,2 à 5,4 avec des répliques à 3,1, qui secoua le Victoria le 19 juin 2012,.